# Tabanus easteetus
Tabanus easteetus är en tvåvingeart som beskrevs av David Fairchild 1985. Tabanus easteetus ingår i släktet Tabanus och familjen bromsar. Inga underarter finns listade i Catalogue of Life.